# أندي روبرتس (لاعب كريكت)
أندي روبرتس (29 يناير 1951 - ) (بالإنجليزية: Andy Roberts)‏ هو لاعب كريكت أسترالي. شارك مع منتخب الهند الغربية للكريكت. أما مع النوادي، فقد لعب مع نادي مقاطعة هامبشاير للكريكت ‏ وفريق جنوب ويلز الجديد للكريكت ‏ ونادي مقاطعة ليسترشاير للكريكت ‏ وLeeward Islands cricket team ‏ وCombined Islands cricket team ‏.

## وصلات خارجية
- أندي روبرتس على موقع إي آس بي آن كريك إنفو (الإنجليزية)